# José Maurício
José Maurizio (Coïmbra, Baixo Mondego, 1752 - Figueira da Foz, Baixo Mondego, 1815) fou un compositor i professor de música portuguès.
Estudià teologia i música, tenint en aquest últim art com a professor al mestre Manuel José Pereira. Va ser mestre de capella de la catedral de Guarda i director d'una classes de música que havia fundat el bisbe de la diòcesi. El 1802 aconseguí el nomenament de professor de música de la Universitat de Coïmbra.
La seva composició més notable és un Miserere, que encara s'executa a Coïmbra; també va compondre un gran nombre de Misses, un Stabat Mater, i diverses obres de música religiosa.
A més, se li deu, l'obra didàctica Methodo de musica (1806).